# Monticello (Iowa)
Monticello – miasto w Stanach Zjednoczonych, w stanie Iowa, w hrabstwie Jones. W 2000 roku liczyło 3607 mieszkańców.